# Simulium excisum
Simulium excisum är en tvåvingeart som beskrevs av Davies, Peterson och Wood 1962. Simulium excisum ingår i släktet Simulium och familjen knott. Inga underarter finns listade i Catalogue of Life.